# Hutteen SC
Maillots
Actualités
Le Hutteen Sporting Club (en arabe : نادي حطين الرياضي), plus couramment abrégé en Hutteen SC, est un club syrien de football fondé en 1945 et basé à Lattaquié.

## Palmarès
| Compétitions nationales |
| --- |
| - Championnat de Syrie : - Vice-champion : 1995-96 et 1999-00. - Coupe de Syrie (1) : - Vainqueur : 2000-01. - Finaliste : 1992-93, 1994-95, 1998-99 et 2020-21. |

## Anciens entraîneurs
- Leonida Nedelcu
- Dorian Marin